# Joseph Guthlin
Pour les articles homonymes, voir Guthlin.
Joseph Guthlin, ou Lector Lucius de son nom de plume, est né Joseph Aloyse Philippe Michel Guthlin le 12 juin 1850 à Colmar et mort le 28 décembre 1917 à Rome. Français et alsacien, issu d'une famille originaire de Folgensbourg, il est un prêtre catholique ordonné le 29 mars 1873, professeur d'apologétique au Grand séminaire de Strasbourg, chanoine honoraire de la cathédrale de Strasbourg.
A Rome à partir de 1878, il devient docteur en droit canon et canoniste à l'Ambassade de France près le Saint-Siège, clerc national, conseiller du pape pour les questions d'Orient, prélat domestique de la Maison de Sa sainteté le pape Léon XIII, prélat référendaire de la signature papale, recteur de l'église Saint-Nicolas-des-Lorrains de Rome, supérieur de l'église St-Louis-des-Français de Rome, chevalier de la légion d'honneur.

## Biographie

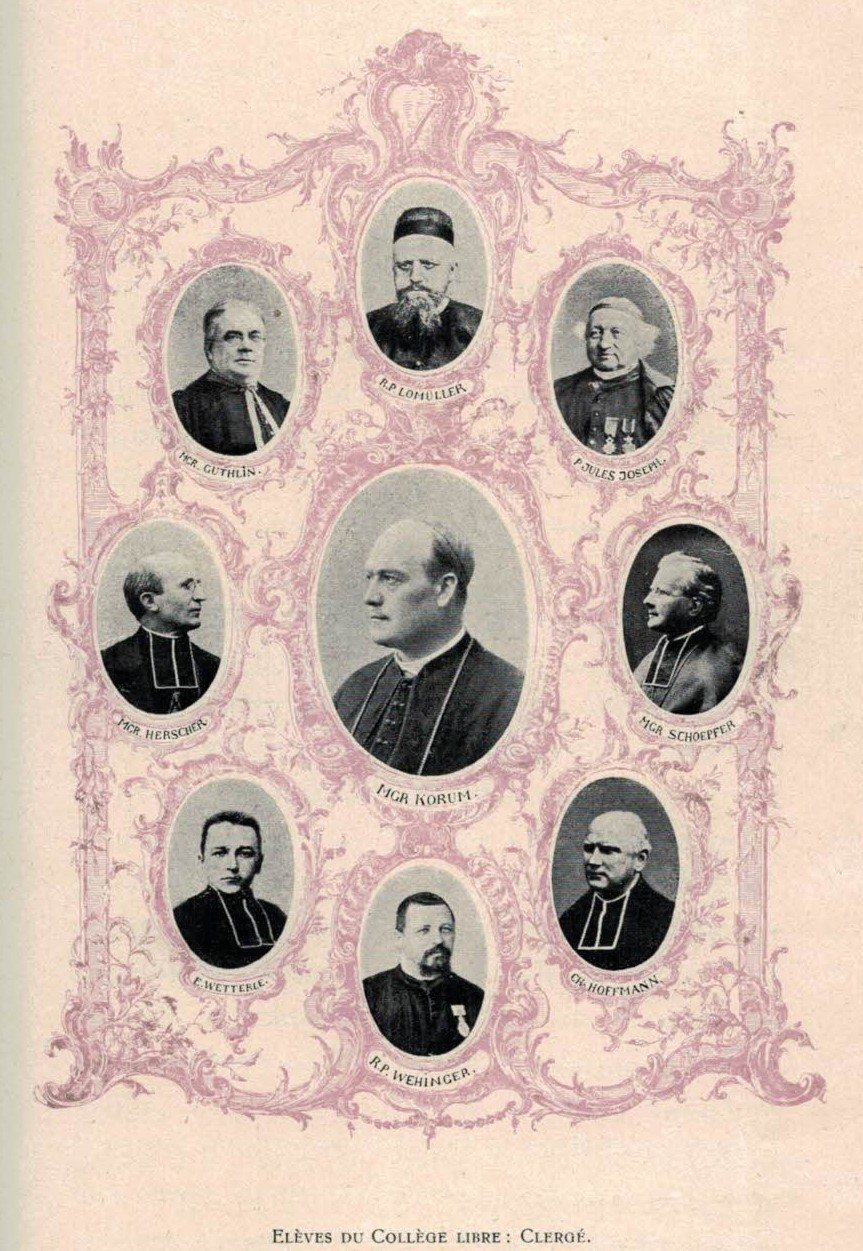
Les "célébrités" parmi les élèves du collège libre Saint-André de Colmar-Lachapelle fondé en 1854, dont Joseph Guthlin (en-haut à gauche)

### Famille, naissance et enfance
Il naît le 12 juin 1850, à Colmar, au domicile familial situé rue Rapp. Il est le premier des six enfants de François-Joseph Guthlin (1822-1890), menuisier et membre du conseil général de la Haute-Alsace pendant de longues années, et de Marie-Anne Christ (1817-1890), qui se sont mariés dans cette même ville le 16 octobre 1849. Après la naissance de sa sœur Marie (1852), sa famille retourne vivre au village familial de Folgensbourg, où naissent ses autres frères et sœurs, Philippine (1854), Aloïs (1855), Philippe (1858) et Mathilde (1860).
Ses deux oncles du côté paternel sont l'un Aloïse Guthlin (1828-1878), prêtre catholique, théologien et métaphysicien, chanoine honoraire et vicaire général de l'évêque d'Orléans Dupanloup, et l'autre Philippe Guthlin (1831-1888), écrivain, poète, professeur d’allemand, de littérature et de poésie, et époux de Mathilde Delaporte.
Parmi les enfants et petits-enfants de sa plus jeune sœur Mathilde (1860-1934), il y a deux prêtres catholiques en fonction dans le Haut-Rhin, tous deux nés au village familial de Folgensbourg, son neveu le chanoine Philippe Sauner (1890-1956) et son petit-neveu le curé Philippe Sauner (1943-2020).

### Études, ordination sacerdotale, missions à Strasbourg
Il devient étudiant au Collège libre de Saint-André de Colmar où enseigne son oncle prêtre Aloïse Guthlin qui y est professeur de philosophie.
Il est ensuite séminariste au Grand Séminaire de Strasbourg jusqu'à son ordination sacerdotale.
Le 26 septembre 1871, dès avant son ordination sacerdotale, il y devient professeur de théologie en apologétique (1871-1878) et en dogmatique de niveau 1 (1873-1878), ainsi que professeur d'hébreu de niveau 2 (1871-1880).
Il devient allemand, à la suite de la cession de l'Alsace-Moselle, qui intègre l'Empire Allemand lors de la signature du traité de Francfort le 10 mai 1871.
Il est ordonné prêtre pour le diocèse de Strasbourg le 29 mars 1873, et continue d'enseigner comme professeur d'apologétique au Grand Séminaire de Strasbourg.
Révolté par l'attitude de Paul Dupont des Loges au Reichstag, il se sent trahit et se rapproche de Joseph Guerber. Il écrit dans le Volkfreund des articles sans les signer et se brouille avec André Raess. Il soutient Jacques Kablé via le Grand Séminaire lors des élections de 1878. L'action du gouvernement allemand est immédiat et il est expulsé du pays,.
Dans les archives du Grand Séminaire, il y est enregistré comme professeur durant 9 années de 1871 à 1880, de l'âge de 21 ans à ses 30 ans, notamment pour l'hébreu niveau 2 qu'il aurait continué d'enseigner après 1878 jusqu'en 1880, ce qui semble difficile compte tenu de son expulsion et de son départ pour Rome en 1878. Il est néanmoins possible qu'il soit revenu de Rome périodiquement pour dispenser ces cours à Strasbourg.

### Missions à Rome

#### Canoniste à l'Ambassade de France près le Saint-Siège
En octobre 1878, il part à Rome où il étudie le droit canonique et devient docteur en droit canon (selon une source, il serait déjà devenu docteur en droit canon dès 1875).
De 1878 à 1904, pendant 26 années, il est consulteur canoniste de l'Ambassade de France près le Saint Siège (d'abord adjoint puis titulaire), en tant que fonctionnaire français nommé et rémunéré par le Ministère français des Affaires étrangères sous la IIIe République.
Il y travaille, sous les pontificats de Léon XIII puis de Pie X, avec plusieurs ambassadeurs de France près le Saint-Siège au fil de leurs nominations respectives : Joseph de Cadoine de Gabriac de 1878 à 1880, Ferdinand de Navenne de 1880 à 1882, Édouard Lefebvre de Béhaine de 1882 à 1896, Eugène Poubelle de 1896 à 1898, Armand Nisard de 1898 à 1904 et enfin probablement brièvement Alphonse Chodron de Courcel de mai à juillet 1904.
Dans ses fonctions et avec ses compétences, il s'est particulièrement occupé des matières de droit canonique et concordataire qu'impliquent les rapports du gouvernement de la République française avec le pape. Il a notamment étudié de multiples questions de droit, de statistique et d'administration ecclésiastiques qui se rattachent à l'exercice du Protectorat historique de la France sur les Missions catholiques en Orient, et des rapports qu'ils entretiennent alors avec la Propagande de la foi au Vatican.
Il fait, comme canoniste, une étude remarquable sur le conclave, avec plusieurs publications d'ouvrages de références sur le sujet.
En juillet 1904, il quitte l'Ambassade de France près le Saint Siège avec la rupture brutale des relations diplomatiques entre la France et le Saint-Siège.

#### Clerc national de France auprès du Saint-Siège
Il est nommé Clerc national de France auprès du Saint-Siège à partir de 1886, succédant à Casimir Chevalier qui le fut de 1878 à 1886.
La fonction de Clerc national a vu le jour avec la formation du Sacré Collège des cardinaux en 1150, et consiste à placer auprès des ambassadeurs près le Saint-Siège respectifs des clercs nationaux pour chaque État. À ce titre, il a pour mission d'assister aux consistoires (où sont créés les cardinaux et préconisés les évêques), et par ailleurs aussi d'être postulateur du pallium des nouveaux archevêques de son pays. Dans le cadre alors en vigueur du Concordat, sa mission est donc à la fois religieuse et politique. D'une part, il est en lien direct avec l'ambassadeur de France près le Saint-Siège, donc dans la confidence des projets politiques et des nominations épiscopales. D'autre part, il est en contact répété avec le pape, le secrétaire d'État, les cardinaux et la cour pontificale. Il est ainsi le canal de nombre d'informations et de confidences. Dans sa mission, il suggère et influence ainsi les décisions à prendre, que ce soit du côté de l'État ou de l'Église.
En janvier 1893,par exemple, il demande le pallium pour les nouveaux archevêques de Bourges, Cambrai et Alger.
Cet extrait d'un courrier du 17 décembre 1893 qu'il écrit à Léon Lavedan illustre bien sa mission d'influence à Rome : «...il y a deux ans M. Spuller (...) disait (...) qu'il ne verrait que des avantages à ce qu'il devint Cardinal de curie. C'était une idée que j'avais suggérée quelque temps auparavant, (...) elle n'avait pas trouvé un terrain absolument réfractaire. Ne verriez-vous pas de moyen discret de la faire surgir de nouveau dans le moment présent ? »

#### Prélat de la cour papale
Le 4 juillet 1881, il est nommé camérier, conseiller du pape pour les questions d'Orient.
Le 11 juillet 1898, il est nommé prélat domestique de la Maison de Sa sainteté le pape Léon XIII
Le 6 juillet 1899, il est nommé prélat référendaire de la signature papale,,,.
De Rome, il fait appel à des collaborateurs français. En 1882, par exemple, il fait appel à Eugène Boeglin, un compatriote alsacien et sundgauvien, qui vient collaborer avec lui, devenant traducteur au Journal de Rome, puis rédacteur en chef du Moniteur de Rome, et enfin également prélat de sa sainteté.
Il est assidu aux repas des diplomates dont ceux du palais Balestra où il « passe pour le porte-voix accrédité et le rédacteur français des inspirations » du cardinal polonais Włodzimierz Czacki (nonce apostolique en France entre 1879 et 1882, dont Le Figaro et le Journal de Bruxelles ont été ses organes d'influence privilégiés, et qui exerce une réelle influence politique en recevant ambassadeurs et ministres à sa table).
Lors du conclave de 1903, il est partisan pour élire un évêque de la curie romaine, et non d'un diocèse italien extérieur, afin de mieux défendre les intérêts généraux de l'Église universelle plutôt que les intérêts nationaux italiens.
Jusqu'en 1907, à Rome, il réside entre autres Via del Burro 154, puis Via del Teatro Valle 20,.

#### Rupture des relations diplomatiques entre la France et le Saint-Siège

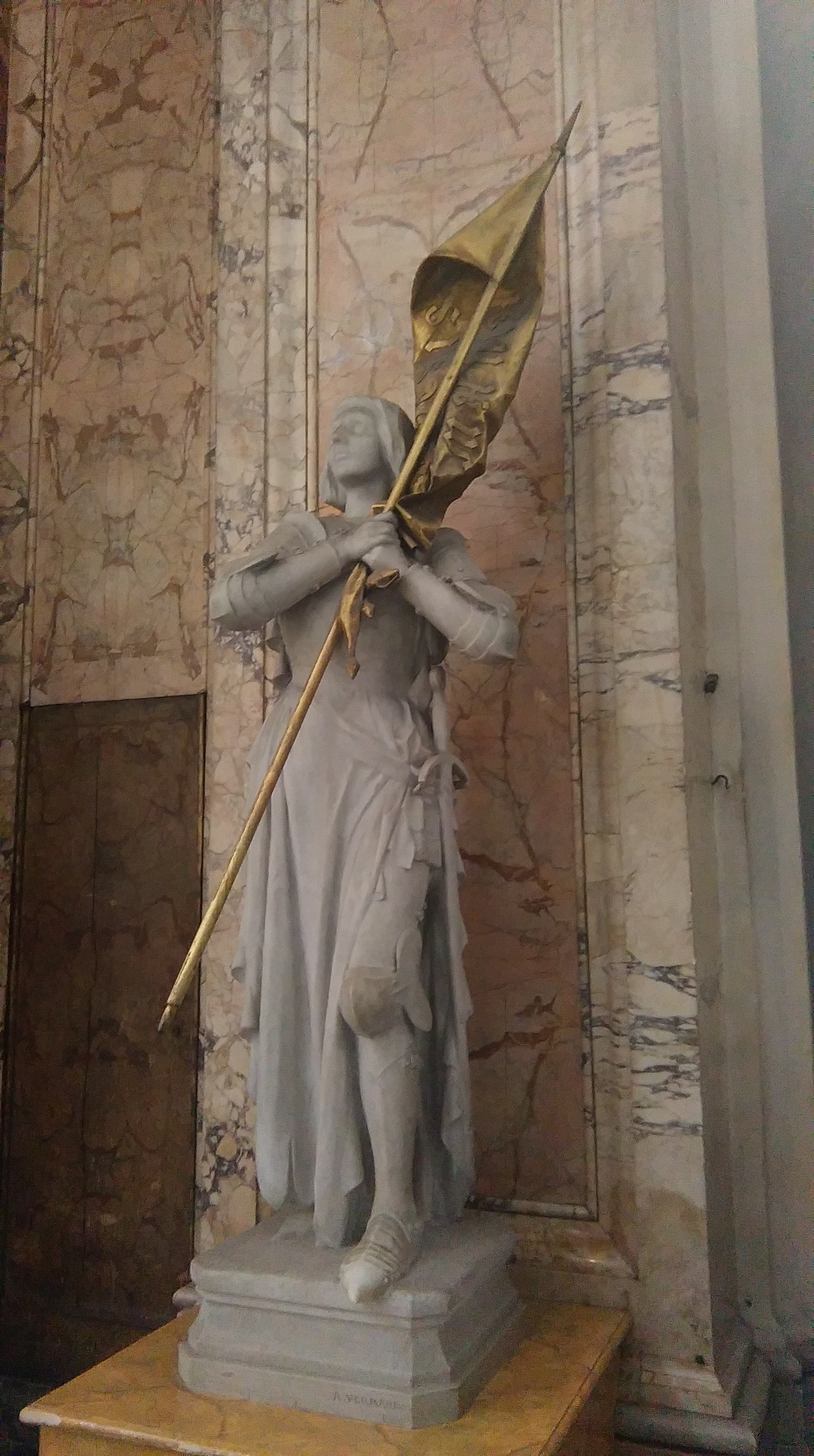
Statue de Jeanne d'Arc commandée et érigée par le recteur Joseph Guthlin à St-Louis-des-Français de Rome

##### Clerc national devenu "ambassadeur officieux"
Avec la rupture des relations diplomatiques entre la France et le Saint-Siège en juillet 1904, suivie du vote de la Loi de séparation des Églises et de l'État adoptée le 9 décembre 1905, l'Ambassade de France près le Saint-Siège n'est plus en activité. Le personnel quitte les lieux le 1er août 1904, les archives de l'ambassade lui sont alors provisoirement confiées. Il est ensuite rappelé en France par son gouvernement, invitation à laquelle il ne donne pas suite. Contre toute attente, il reste officiellement fonctionnaire rémunéré par l'État français, continuant d'être rémunéré par le Ministère français des Affaires étrangères. La presse rapporte notamment le fait que, depuis la rupture de 1905, tous les ministres français ont eu recours à lui comme à une sorte d'"ambassadeur officieux" auprès du Saint-Siège, bénéficiant de sa place stratégique à Rome et de ses relations privilégiées,.
Sur le plan religieux, il reste bien actif. Concernant les nominations d'évêques français, en février 1905, avec également le cardinal François-Désiré Mathieu, il est considéré comme négociateur pour l'Église catholique de France à Rome. En 1910, il apparaît comme canal privilégié d'accès au pape pour les Français privés d'appui diplomatique, via Gaetano Bisleti, majordome et maître des cérémonies du pape.

##### Recteur à Saint-Nicolas-des-Lorrains
Restant à Rome en disponibilité, il est nommé recteur de l'église Saint-Nicolas-des-Lorrains de Rome en janvier 1906,.

##### Supérieur à Saint-Louis-des-Français
Le 5 janvier 1907, à la suite de la mort de Albert d'Armailhacq (1831-1907) survenue le 2 janvier 1907 alors qu'il était encore en fonction, il est appelé pour lui succéder comme supérieur de l'église Saint-Louis-des-Français de Rome.
En 1907, il emménage à la Procure de Saint-Sulpice jouxtant l'église Saint-Louis-des-Français.
En 1907, il est reçu par le pape Pie X avec le chanoine Gaudeau.
En octobre 1908, en vue de la béatification de Jeanne d'Arc, il lance une souscription, pour ériger dans l'église Saint-Louis-des-Français une statue à l'effigie de la bienheureuse (statue de marbre de 1,50 m de hauteur du sculpteur André Vermare de Lyon). En attendant sa réalisation, il y place provisoirement un modèle en plâtre (couvert d'un voile jusqu'à la béatification), et dispose des autels portatifs permettant d'y célébrer 300 messes sur près de 30 autels le jour de la béatification. Le 18 avril 1909, alors que Jeanne d'Arc vient d'être béatifiée (bref romain du 11 avril puis cérémonie officielle à Saint-Pierre de Rome le 18 avril 1909), il y célèbre avec ses chapelains les premiers hommages du culte public, récitant l'antienne et l'oraison propre de la bienheureuse le jour-même à midi, permettant ainsi que ceux-ci soient rendus en premier dans une église française,. Jeanne d'Arc, fille du peuple, y sera honorée dans la même chapelle que Jeanne de France, fille des rois (face à l'autel du Saint-Sacrement).
En novembre 1909, il y accueille le pèlerinage des Pères assomptionnistes.
En 1913, il est reçu par le pape Pie X avec les prêtres Fontaine (supérieur général des Lazaristes de Rome) et Copéré (procureur des Maristes et missionnaire de la Nouvelle-Zélande).
À partir de 1914, comme supérieur à l'église Saint-Louis-des-Français, il a pour chapelain Victor Martin, alors jeune prêtre.
À partir de 1915, il est atteint d'une maladie grave et sa santé décline.
Le 1er octobre 1916, il quitte sa charge de recteur de l'église Saint-Louis-des-Français, remplacé par le chanoine Auguste Boudinhon (1858-1941), professeur à l'Institut catholique de Paris,.

### Engagements et travaux

#### Catholicisme libéral
Il semble que dès début 1876, donc avant sa nomination à Rome, lorsque le chanoine Pelletier publie en 1876 un pamphlet contre le catholicisme libéral et contre Dupanloup, intitulé Mgr Dupanloup : épisode de l'histoire contemporaine, il soit déjà à la manœuvre à Rome où il sollicite la condamnation de l'opuscule au tribunal romain de l'Index, en bon allié de Dupanloup et de son oncle le chanoine Aloïse Guthlin vicaire général de ce dernier. Mais finalement le pape Pie IX lui-même exprimera sa réserve contre Dupanloup.
En février 1878, après la mort de Pie IX, il est sollicité pour diffuser l'imprimé La crise de l'Église, écrit par son oncle Aloïse Guthlin pour Dupanloup, publié de manière anonyme (composé en France et imprimé en Belgique), alors distribué à tous les cardinaux lors du conclave. Cet imprimé reprend tout le programme du catholicisme libéral, tel qu'il fut déjà présenté au Concile Vatican I. Le 31 juillet 1878, l'Index condamne et proscrit La crise de l'Église.
En 1879, à la suite de la promulgation de l'encyclique Aeterni Patris par Léon XIII sur la "philosophie chrétienne", il polémique contre le "rationalisme" italien".
À Rome, aux côtés de Luigi Galimberti, avec notamment aussi Boeglin (à partir de 1882), il se fait la voix du catholicisme libéral dans le journal du Moniteur de Rome, opposant au Journal de Rome.
Il est désigné comme « l'informateur français des catholiques libéraux » au milieu des tensions entre libéraux et intransigeants. Par exemple, après l'affaire Maynard (1814-1893), chanoine de Poitiers, qui rédige une série d'articles virulents contre la biographie de  Dupanloup publiée par François Lagrange son ancien secrétaire et vicaire général, et après la promulgation de l'encyclique Nobilissima Gallorum Gens par Léon XIII le 8 février 1884, il écrit à Foulon le 20 juin 1884 : « De tous les côtés sont arrivés au Vatican des lettres de réclamation, et, ici, des personnages considérables ont été mis en mouvement pour persuader le Saint-Père que la protection qu'il accorde aux derniers tenants du "catholicisme libéral" fera le plus grand tort à l'Église de France. »

#### Travaux intellectuels et publications
Il a écrit diverses publications sous le pseudonyme Lector Lucius. Son œuvre principale est son travail sur l'histoire, la législation et le fonctionnement du Conclave, une somme de près de 800 pages publiées en 1894. Il publie plusieurs ouvrages de droit canon en lien avec cette même thématique. Par ailleurs, il publie également des traductions des proclamations du pape Léon XIII.

### Mort

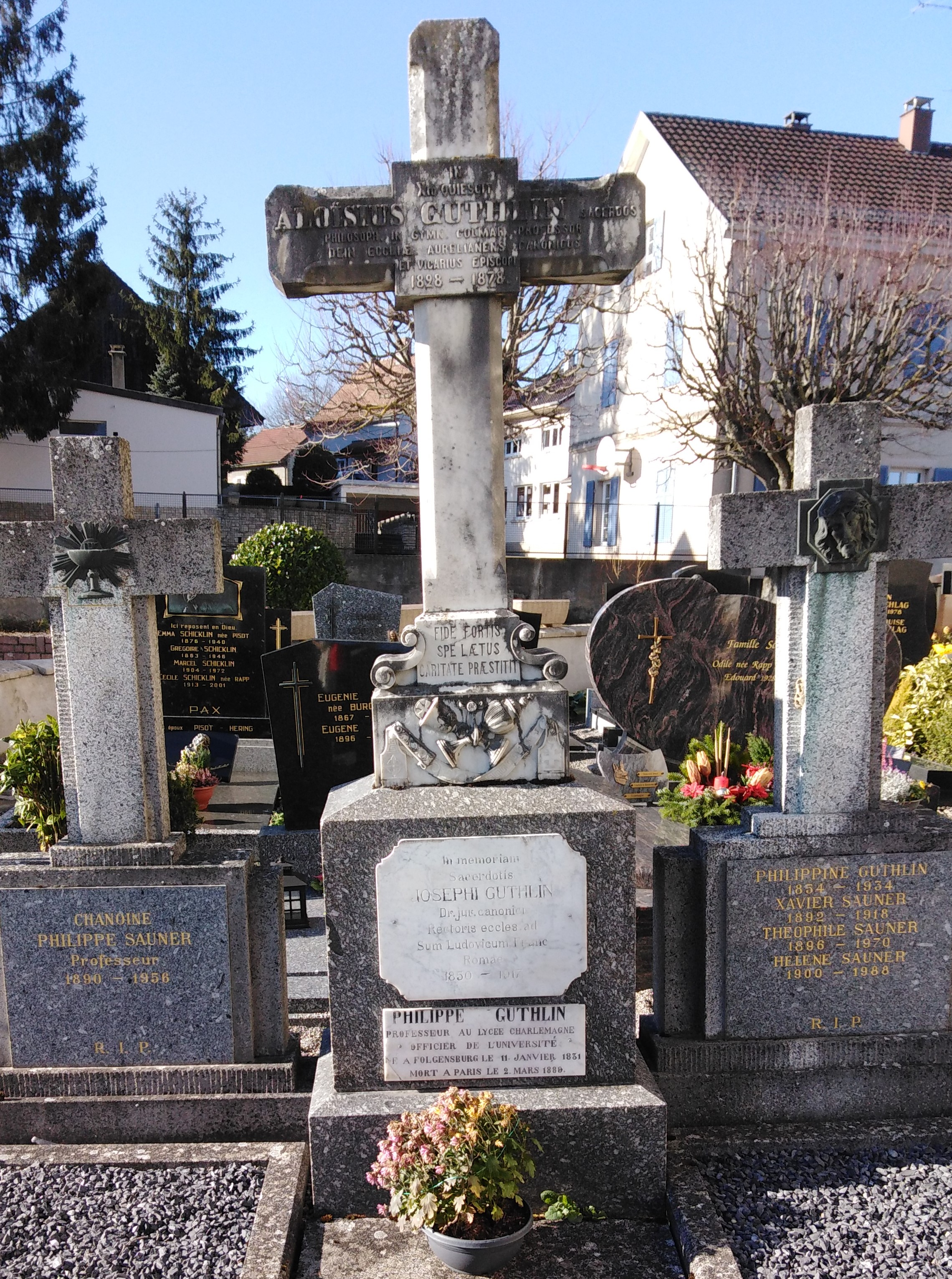
Tombe familiale Guthlin-Sauner à Folgensbourg, avec une plaque faisant mémoire de Joseph Guthlin (inhumé à Rome), et où sont inhumés, entre autres, ses deux oncles Aloïse Guthlin (1828-1878) et Philippe Guthlin (1831-1888), son neveu le chanoine Philippe Sauner (1890-1956), son petit-neveu le curé Philippe Sauner (1943-2020).

Il meurt le 28 décembre 1917 à Rome, âgé de 67 ans.
Il est inhumé dans le caveau de la Compagnie des prêtres de Saint-Sulpice, dépendant de l'église Saint-Louis-des-Français, au Cimetière communal monumental de Campo Verano de Rome.
Une plaque commémorative est placée sur la tombe familiale au cimetière de Folgensbourg.

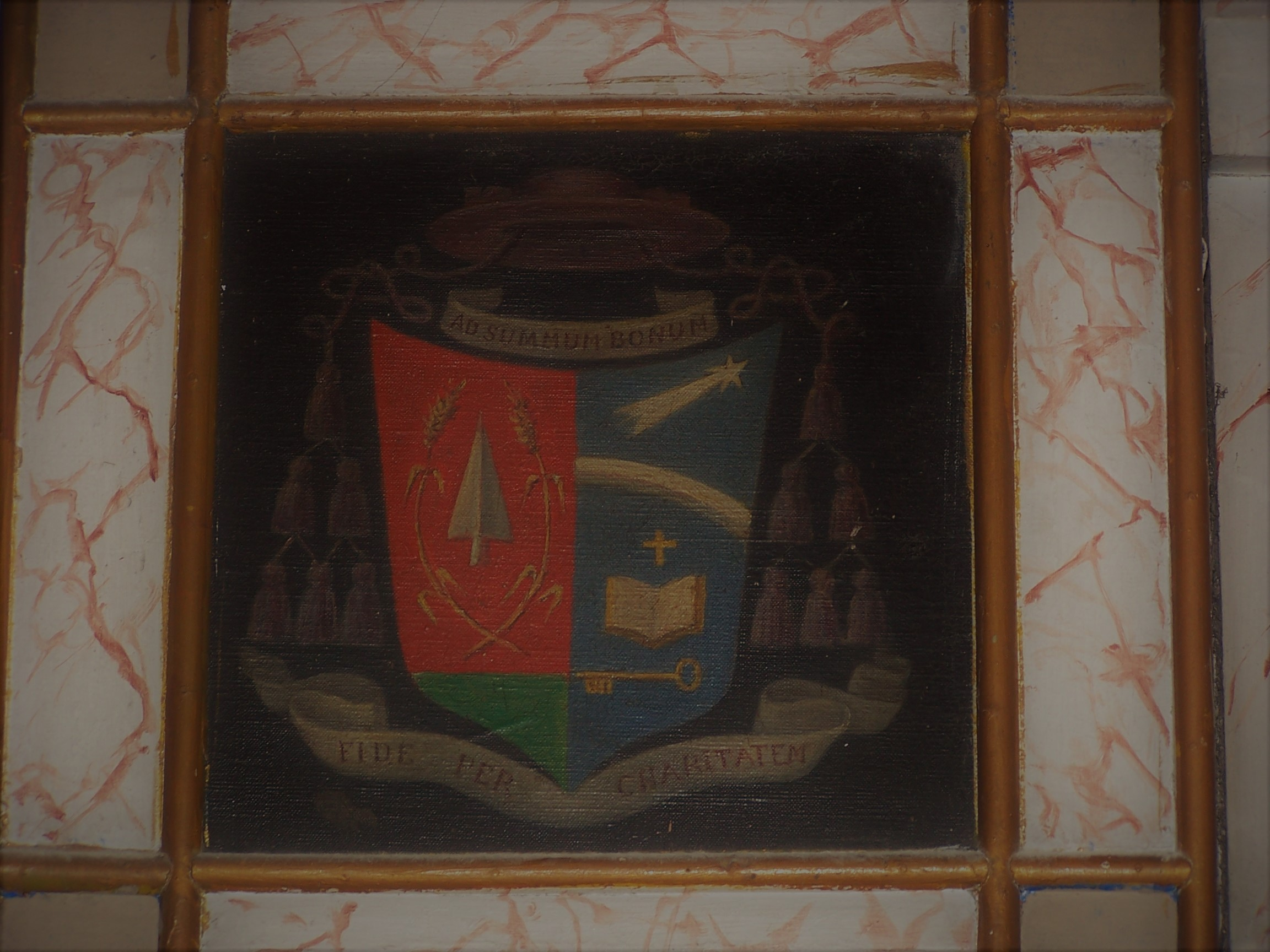
Armes et devises de Joseph Guthlin, peintes sur le cadre au bas à droite de la grande toile de la Crucifixion du Christ qu'il a offerte en 1902 à l'église catholique Saint-Apollinaire de Folgensbourg, le village de sa famille

## Armes et devise
Il finance et offre en 1889 un vitrail pour l'église Saint-Gall de la paroisse de Folgensbourg, village d'origine de sa famille, ainsi qu'une grande toile de la crucifixion du Christ en 1902. Le vitrail et la toile intègrent ses armes, sa devise et ses initiales (J.G.), ainsi que la date de la donation.
Ses armes romaines se décrivent ainsi : "à gauche de gueules au soc de charrue en pal entre deux épis de blé en rinceau le tout d'argent, à la campagne cousue de sinople ; à droite : d'azur à la fasce arquée d'argent senestrée en chef d'une comète d'or (souvenir des armes de Léon XIII) accompagnée en pointe du Livre de la Science d'argent, soutenu d'une clé d'or et surmonté d'une croisette d'or rayonnante".
Sa devise choisie comme prélat romain est : Ad summum bonum fidem per charitatem (qui se traduit "vers le plus grand bien, la foi, par la charité"). Le choix de l'expression latine "Ad summum bonum" serait directement lié au nom de famille Güthlin, patronyme alémanique se traduisant "Petit-Bien".

## Distinctions
- Médaille d’honneur pour actes de courage et de dévouement d'or de 1re classe (plus haut degré), à la suite de sa conduite lors du tremblement de terre dans l'île d'Ischia (au large de Naples), où il organisa les travaux de sauvetage des victimes françaises de la catastrophe (septembre 1883)[55] au sein d'un comité de secours patronné par l'ambassadeur Camille Barrère avec notamment Louis Duchesne et Carolus-Duran (accueillant nombre de blessés dans les salons de la procure de Saint-Louis-des-Français, les chapelains de la maison ayant fait office d'infirmiers)[56].
- Chevalier (1895) puis Commandeur (1898) de l'Ordre de Saint Stanislas, pour ses travaux de consultations juridiques et canoniques à la Légation de Russie près le Vatican[55]
- Chanoine honoraire du diocèse de Strasbourg (1884)
- Chanoine honoraire de l'archidiocèse de Rouen[i]
- Officier d'académie (1894)[55]
- Chevalier de la Légion d'honneur (décoré le 14 juillet 1903[57], après 25 ans de service comme consulteur canoniste de l'ambassade de France près le Saint-Siège)[j]

## Œuvres

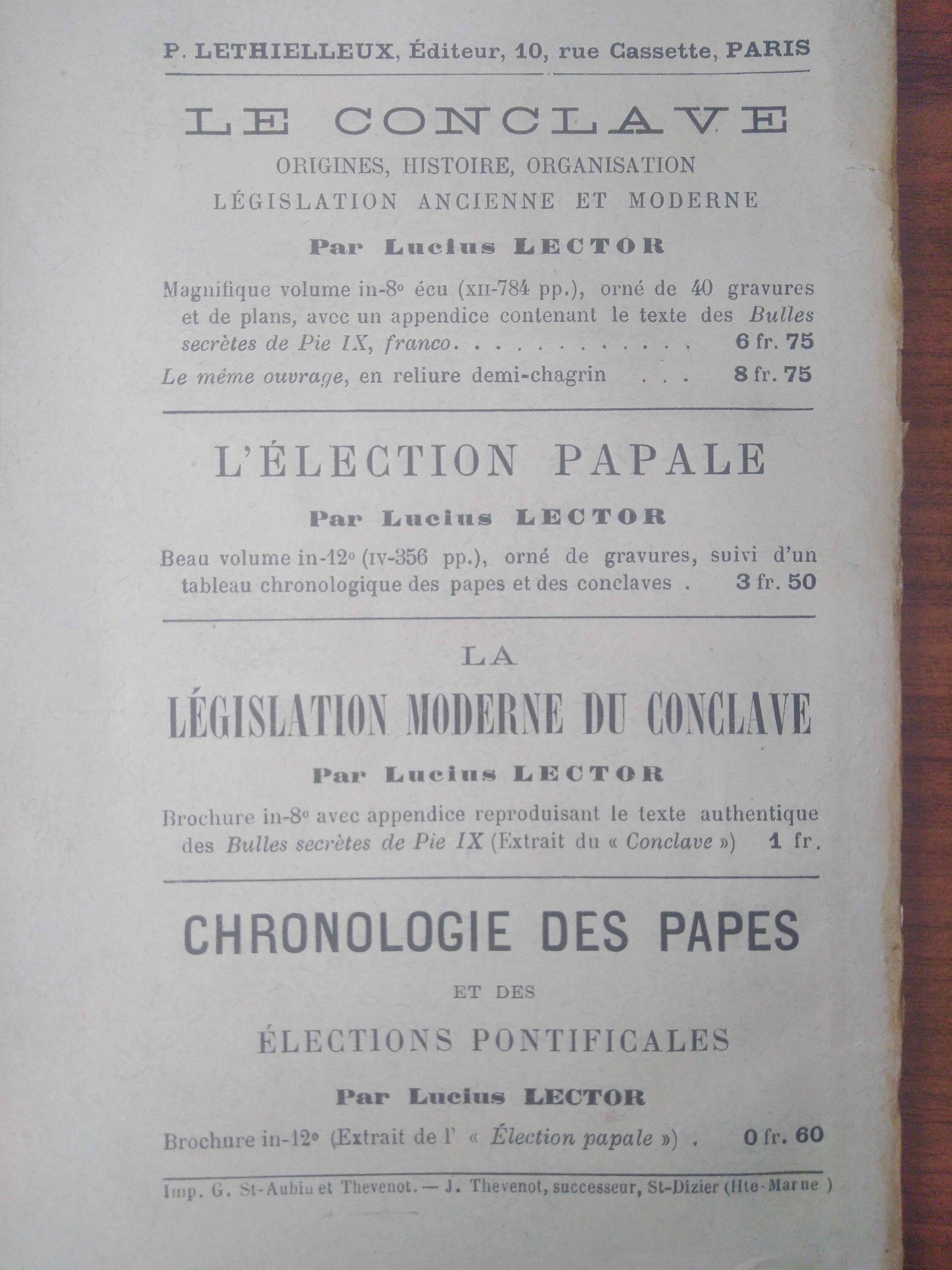
Publicité de l'éditeur au dos de son ouvrage Chronologie des papes et des élections pontificales de 1897 (on y trouve une partie de ses publications sous le nom de plume Lector Lucius)

### Histoire du droit canonique

#### Livres
- Le conclave, origine, histoire, organisation, législation ancienne et moderne, Lethielleux, 1894, XII-784 p.
- La législation moderne du conclave (extrait du "Le Conclave")
- Le conclave et le "veto" des gouvernements, Ed. Vitte, Lyon, 1894, 69 p.
- Chronologie des papes et des élections pontificales, juin 1896 (extrait de "L'Élection papale"), ouvrage qui a été réédité jusqu'après 1939 puisqu'il existe une édition complétée jusqu'à Pie XII)
- L'élection papale, 1897, IV-356 p.
- Qu'est-ce qu'un conclave ?, Lethielleux, 1903, 168 p.

#### Articles
- "La Législation moderne du Conclave", dans L'Université catholique, p. 5-47, 15 janvier 1892 (signé X.)
- "Le Conclave" (en 3 articles), dans L'université catholique, 15 février 1893, p. 168-198 ; 15 mars 1893, p. 374-395 ; 15 mai 1893, p. 39-57 (signés Lector Lucius)
- "Le Conclave et le veto des gouvernements" (en 3 articles), dans L'Université catholique, 15 février 1894, p. 187-213 ; 15 mars 1894, p. 377-398 ; 15 avril 1894, p. 517-537 (signés Lector Lucius)

### Thèmes pastoraux
- Léon XIII poète et la France, ode latine du centenaire de Clovis, commentée et traduite par Mgr J. Guthlin, Ed. P. Lethielleux, 1897, Paris, 110 p.
- Paroles de jubilé, discours prononcés par S.S. Léon XIII, à l'occasion du cinquantenaire de sa consécration épiscopale
- A Jeanne d'Arc proclamée Bienheureuse, dédicace d'un autel et érection d'une statue dans l'église nationale de St-Louis-des-Français, à Rome, 2 p. (appel à la générosité des souscripteurs)

## Polémiques

### Affaires politiques

#### Expulsion par l'Empire allemand en 1878
En 1878, un démêlé avec les autorités prussiennes a abouti à son expulsion par l'Empire Allemand, alors qu'il était professeur d'apologétique au Grand Séminaire à Strasbourg. Les raisons de cette expulsion ne sont pas officiellement connues. C'est par l'influence de  Dupanloup, l'évêque de son oncle Aloïse Guthlin, qu'il est nommé à Rome après son expulsion.

#### Rôle entre la France et le Saint-Siège après la loi de séparation de 1905
À partir de juillet 1904, date de la rupture des relations diplomatiques entre la France et le Saint-Siège, des journalistes s'interrogent sur le fait qu'il continue d'être un fonctionnaire français rémunéré par l'État. À cause du maintien de sa rémunération par l'État, il est soupçonné d'être un "ambassadeur officieux" cautionné par l'État français, pour gérer certaines affaires et travailler à une collaboration malgré la rupture officielle. Dans les faits, ses nombreuses relations politiques et religieuses à Rome font de lui un intermédiaire intéressant, et de nombreux officiels ont recours à lui en l'absence d'un ambassadeur français à Rome.
Dans une tribune du 11 août 1904, Georges Clemenceau, alors sénateur français, militant contre le cléricalisme et favorable à une rupture stricte entre l'État et les cultes reconnait en Guthlin un "ambassadeur officieux" et critique sa nomination qui est un reliquat clérical, car encore héritée de Dupanloup. Il dénonce également les "manigances" qu'il opère avec l'aide de Camille Barrère (alors ambassadeur de France à Rome, et qui est un opposant à la rupture entre la France et le Vatican). Clemenceau écrit à son sujet : « L'abbé Guthlin de M. Delcassé, est un élève de Dupanloup (...). L'oncle de Guthlin (...) avait des liens d'amitié avec M. Dupanloup. Par la protection de l'évêque (...), il fit de brillantes études (...). En 1878, M. Dupanloup fit entrer l'abbé Guthlin à l'ambassade de France au Vatican en qualité de consulteur canoniste adjoint. Le titulaire était fort âgé. Jusqu'à sa mort, c'est l'abbé Guthlin qui remplit les fonctions de l'emploi. Il lui succéda naturellement. C'est donc de la main de l'évêque Dupanloup que la République reçoit l'ambassadeur officieux chargé de succéder à M. de Courcel, comme M. de Courcel succéda à M. Nisard. La rupture par échelons ! J'espère que nous aurons bientôt des nouvelles des manigances de votre vice-Dupanloup qui ne peut manquer de faire merveille grâce au concours empressé de M. Barrère, grand ennemi de la rupture avec le Vatican.»
Le 10 mars 1907, dans un communiqué, lui-même « dément absolument qu'il ait été mêlé, depuis le jour de la rupture du Concordat, à des négociations quelconques avec le Vatican. »

#### Rémunération par l'État français après la loi de séparation de 1905
Après la loi de séparation des Églises et de l'État, il continue d'être rémunéré à hauteur de 11 000 francs par le Ministère des Affaires étrangères,,, et continue de l'être en tant que recteur de Saint-Nicolas-des-Lorrains, puis comme supérieur de Saint-Louis-des-Français.
En juillet 1904, en tant que fonctionnaire du Ministère des Affaires Etrangères, à la rupture des relations diplomatiques entre la France et le Saint-Siège, il se met, en effet, en disponibilité, en attendant d'atteindre 30 années de service et de pouvoir faire valoir ses droits à la retraite, comme le précise Carlo Montagnini dans ses notes à son sujet. Comme il est en fonction à l'Ambassade de France près le Saint-Siège depuis 1878, il a donc touché sa rémunération jusqu'en 1908, et à partir de cette date sa pension de retraite pour 30 ans années de service rendus pour le compte de l'État français.
De juillet 1904 à 1908, il est donc rémunéré par l'État français en qualité d’ecclésiastique et sans exercer de fonction d'État officielle. À Rome, ils sont en tout quatre ecclésiastiques français à s'être retrouvés dans cette situation inédite. Après la loi de séparation du 9 décembre 1905, il est donc, durant plus de deux années, un prêtre catholique français rémunéré hors régime concordataire par l'État français.
Plusieurs journaux réclament, pour une question de principe, la révocation des quatre ecclésiastiques français au journal officiel de l'État dès le 1er janvier 1906.

#### Rôle auprès à l'ambassade de France en Italie
La 1er août 1906, il dément toute rumeur déclarant qu'il aurait été chargé de fonctions auprès de l'ambassade française près le Quirinal (Ambassade de France en Italie), où l'ambassadeur français Camille Barrère est alors en fonction.

### Affaires religieuses

#### Refus d'une nomination épiscopale à Trèves
Certains biographes rapportent qu'il aurait refusé sa nomination comme évêque au siège épiscopal de Trèves. Le maréchal Edwin von Manteuffel, nommé par Otto von Bismarck à la tête de l'Alsace-Lorraine en 1879, l'avait en effet en haute estime, et il songea en premier à lui pour devenir le nouvel évêque de Trèves en 1881, mais c'est finalement Michael Felix Korum (de) (1840-1921), alors curé de la cathédrale de Strasbourg, qui sera retenu. On lui reprocha notamment à cette époque, par-delà ses autres qualités, de manquer d'ambition et d'esprit d'intrigue.

#### Compétences comme supérieur de l'église Saint-Louis-des-Français de Rome
Louis Duchesne, directeur de l'École française de Rome depuis 1895, critique sévèrement la qualité du clergé de l'église Saint-Louis-des-Français en écrivant en 1915 : « Notre église nationale est en ce moment peu reluisante. » Ce dernier reproche indirectement au recteur de ne pas être aussi compétent que son prédécesseur Albert d'Armailhacq (1831-1907). Mais de nombreux éléments extérieurs sont également à prendre en compte. Parmi eux, le principal élément perturbateur est la tension politico-religieuse entre la France et le Vatican qui a abouti au vote de la loi de séparation des Églises et de l'État en 1905, et qui a certainement dissuadé certains évêques français d'envoyer étudier à Rome leurs meilleurs éléments. Il faut aussi tenir compte du contexte politique général de l'Europe qui a débouché sur la première guerre mondiale. La tentative échouée de Duchesne en 1916 d'envoyer des Oratoriens pour prendre Saint-Louis-des-Français en main a pu être interprétée comme un moyen adroit de sa part pour en évincer son supérieur, mais rien ne justifie concrètement cette supposition. La présence comme chapelain à cette époque de Victor Martin (historien du gallicanisme et fondateur avec Augustin Fliche de l'Histoire de l'Église) permet aussi de relativiser la dureté du jugement de Duchesne.

#### Une affaire en fin de mission
Vers la fin de sa vie, un scandale qu'il n'avait pas prévu, à propos d'une interview pontificale où sa responsabilité s'est trouvée engagée, lui occasionne de graves problèmes.